# Развој светског рекорда на 400 метара за мушкарце
Први светски рекорд на 400 метара у атлетици за мушкарце признат је од ИААФ (International Association of Athletics Federations – Међународна атлетска федерација), 1900. године. Први рекорди су мерени ручно (штоперицом).
Од 1900, ИААФ прихватала је резултате мерене ручно и електронским путем за дисциплине трчања на 100, 200 и 400 метара. Од 1. јануара, 1977, ИААФ за ове дисциплине признаје само резултате мерене електронским путем и приказаном времену на стотинке секунде.
ИААФ је до 30. 6. 2017. године ратификовала 24 светских рекорда у мушкој конкуренцији.

## Рекорди мерени ручно 1900–76.
| Ручно | Електронски | Атлетичар       | Земља            | Место                       | Датум               |
| ----- | ----------- | --------------- | ---------------- | --------------------------- | ------------------- |
| 47,8y |             | Макси Лонг      | Сједињене Државе | Њујорк, САД                 | 29. септембар 1900. |
| 48,2  |             | Чарлс Рајдпат   | Сједињене Државе | Стокхолм, Шведска           | 13. јул 1912.       |
| 47,4y |             | Тед Мередит     | Сједињене Државе | Кембриџ, САД                | 27. мај 1916.       |
| 47,6  |             | Ерик Лидел      | Велика Британија | Париз, Француска            | 11. јул 1924.       |
| 47,0  |             | Емерсон Спенсер | Сједињене Државе | Пало Алто, САД              | 12. мај 1928.       |
| 46,4y |             | Бен Истман      | Сједињене Државе | Пало Алто, САД              | 26. март 26 1932.   |
| 46,2  | 46,28       | Бил Кар         | Сједињене Државе | Лос Анђелес, САД            | 5. август 1932.     |
| 46,1  |             | Арчи Вилијамс   | Сједињене Државе | Чикаго, САД                 | 19. јун 1936.       |
| 46,0  |             | Рудолф Харбиг   | Немачка          | Франкфурт на Мајни, Немачка | 12. август 1939.    |
| 46,0  |             | Гровер Клемер   | Сједињене Државе | Филаделфија, САД            | 6. јун 1941.        |
| 46,0y |             | Херб Макенли    | Јамајка          | Беркли, САД                 | 5. јун 1948.        |
| 45,9  | 46,00       | Херб Макенли    | Јамајка          | Милвоки, САД                | 2. јул 1948.        |
| 45,8  |             | Џорџ Роден      | Јамајка          | Ешилструна, Шведска         | 22. август 1950.    |
| 45,4A | 45,68       | Лу Џоунс        | Сједињене Државе | Мексико Сити, Мексико       | 18. март 1955.      |
| 45,2  |             | Лу Џоунс        | Сједињене Државе | Лос Анђелес, САД            | 30. јун 1956        |
| 44,9  | 45,07       | Отис Дејвис     | Сједињене Државе | Рим, Италија                | 6. септембар 1960.  |
| 44,9  | 45,08       | Карл Кауфман    | Немачка          | Рим, Италија                | 6. септембар 1960.  |
| 44,9y |             | Адолф Пламер    | Сједињене Државе | Темпи, САД                  | 25. мај 1963.       |
| 44,9  |             | Мајк Лараби     | Сједињене Државе | Лос Анђелес, САД            | 12. септембар 1964. |
| 44,5+ |             | Томи Смит       | Сједињене Државе | Сан Хозе, САД               | 20. мај 1967.       |
| 44,1A | 44,19       | Лари Џејмс      | Сједињене Државе | Echo Summit, САД            | 14. септембар 1968. |
| 43,8A | 43,86       | Ли Еванс        | Сједињене Државе | Мексико Сити, Мексико       | 18. октобар 1968.   |

"+" – време постигнуто у оквиру дуже трке

"y" – време на 440 јарди, ратификовано је као рекорд у овој дисциплини

"А" – време постигнуто на већој надморској висини

## Рекорди мерени електронски 1975.
Резултат Ли Еванса 50,14 био је први ратификовани рекорд мерен електронски.
| Време | Атлетичар       | Земља            | Место                  | Датум             | Трајање                        |
| ----- | --------------- | ---------------- | ---------------------- | ----------------- | ------------------------------ |
| 43,86 | Ли Еванс        | Сједињене Државе | Мексико Сити, Мексико  | 18. октобар 1968. | 19 година, 9 месеци и 30 дана  |
| 43,29 | Буч Рејнолдс    | Сједињене Државе | Цирих, Швајцарска      | 17. август 1988.  | 11 година и 9 дана             |
| 43,18 | Мајкл Џонсон    | Сједињене Државе | Севиља, Шпанија        | 26. август 1999.  | 16 година, 11 месеци и 19 дана |
| 43,03 | Вејд ван Никерк | Јужна Африка     | Рио де Жанеиро, Бразил | 14. август 2016.  | 8 година и 289 дана            |